# سلة (جنس)
سِلَّة أو سِلّاء (الاسم العلمي: Zilla)، جنس نباتات مُزهرة من فصيلة الكرنبية، التي تنمو في الصحراء الكبرى العربية، في شمال إفريقيا والشرق الأوسط. أزهارها بنفسجية اللون.

## الأنواع
تضم الأنواع التالية، وربما غيرها
- Zilla macroptera
- سِلَّة شائكَة (باللاتينية: Zilla spinosa)

أنواع سابقة:
- Physorhynchus chamaerapistrum,سابقًا Zilla chamaerapistrumو Zilla schouwioides[5]